# Winter-Asienspiele 2025/Biathlon
Bei den IX. Winter-Asienspielen fanden am 11. bzw. 14. Februar 2025 insgesamt vier Wettkämpfe im Biathlon statt. Ausgetragen wurden die Wettkämpfe im Yabuli Ski Resort. Im Vergleich zu 2017 waren der Massenstart, die Verfolgung sowie die Mixed-Staffel gestrichen worden.

## Bilanz

### Medaillenspiegel
| Platz  | Land                | Gold | Silber | Bronze | Gesamt |
| ------ | ------------------- | ---- | ------ | ------ | ------ |
| 1      | Kasachstan          | 1    | 2      | 1      | 4      |
| 2      | Volksrepublik China | 1    | 1      | 3      | 5      |
| 3      | Südkorea            | 1    | 1      | –      | 2      |
| 4      | Japan               | 1    | –      | –      | 1      |
| Gesamt | Gesamt              | 4    | 4      | 4      | 12     |

### Medaillengewinner
| Disziplin          | Gold                                                                    | Silber                                                                    | Bronze                                                                       |
| ------------------ | ----------------------------------------------------------------------- | ------------------------------------------------------------------------- | ---------------------------------------------------------------------------- |
| Männer             |                                                                         |                                                                           |                                                                              |
| 10 km Sprint       | Wladislaw Kirejew                                                       | Wadim Kurales                                                             | Gu Cang                                                                      |
| 4 × 7,5 km Staffel | JapanKiyomasa Ojima Mikito Tachizaki Masaharu Yamamoto Tsukasa Kobonoki | KasachstanAlexander Muchin Ässet Düissenow Kirill Bauer Wladislaw Kirejew | Volksrepublik ChinaHu Weiyao Wu Hantu Yan Xingyuan Gu Cang                   |
| Frauen             |                                                                         |                                                                           |                                                                              |
| 7,5 km Sprint      | Jekaterina Awwakumowa                                                   | Meng Fanqi                                                                | Tang Jialin                                                                  |
| 4 × 6 km Staffel   | Volksrepublik ChinaTang Jialin Wen Ying Chu Yuanmeng Meng Fanqi         | SüdkoreaKo Eun-jung Jekaterina Awwakumowa Mariya Abe Jung Ju-mi           | KasachstanOlga Poltaranina Darja Klimina Arina Krjukowa Jelisaweta Belezkaja |

## Männer

### Sprint
| Rang | Biathlet          | Zeit        | Fehler |
| ---- | ----------------- | ----------- | ------ |
| 1    | Wladislaw Kirejew | 29:47,4 min | 1+0    |
| 2    | Wadim Kurales     | +25,7       | 0+2    |
| 3    | Gu Cang           | +29,7       | 0+1    |
| 4    | Yan Xingyuan      | +30,6       | 1+2    |
| 5    | Masaharu Yamamoto | +52,4       | 0+3    |
| 6    | Ässet Düissenow   | +53,2       | 1+2    |
| 7    | Alexander Muchin  | +1:16,4     | 2+3    |
| 8    | Kiyomasa Ojima    | +1:21,7     | 2+3    |
| 9    | Tsukasa Kobonoki  | +1:40,5     | 2+3    |
| 10   | Choi Du-jin       | +1:57,7     | 1+2    |

Datum: 11. Februar 2025

### Staffel
| Platz | Land                | Sportler                                                                            | Zeit (h)  | Strafrunden + Nachlader         |
| ----- | ------------------- | ----------------------------------------------------------------------------------- | --------- | ------------------------------- |
| 1     | Japan               | Kiyomasa Ojima Mikito Tachizaki Masaharu Yamamoto Tsukasa Kobonoki                  | 1:24:20,3 | 0+0 1+3 1+3 0+3 0+0 1+3 0+1 0+1 |
| 2     | Kasachstan          | Alexander Muchin Ässet Düissenow Kirill Bauer Wladislaw Kirejew                     | +58,4     | 1+3 0+0 2+3 0+1 0+1 2+3 0+3 0+1 |
| 3     | Volksrepublik China | Hu Weiyao Wu Hantu Yan Xingyuan Gu Cang                                             | +1:12,4   | 0+1 0+0 2+3 0+0 0+2 0+1 0+2 2+3 |
| 4     | Südkorea            | Choi Du-jin Kang Yoon-jae Kim Seong-yun Jung Min-seong                              | +4:02,2   | 0+2 0+1 0+2 2+3 0+0 1+3 0+2 1+3 |
| 5     | Mongolei            | Enchbatyn Enchsaichan Boldbaataryn Anchbold Jargalyn Gantulga Otgondawaayn Gantulga | +8:49,6   | 0+3 0+2 0+1 0+1 0+3 0+0 0+3 2+3 |
| 6     | Kirgisistan         | Artur Saparbekow Eldar Kadyrow Musa Rachmanberdi Uulu Nurislam Schumaljew           | +23:08,9  | 0+3 2+3 0+0 2+3 3+3 3+3 1+3 1+3 |
| 7     | Thailand            | Thanakorn Ngoeichai Mark Chanloung Kitsakorn Kingsakul Naravich Saisuk              | +36:11,8  | 3+3 1+3 2+3 3+3 4+3 2+3 3+3 4+3 |

Datum: 13. Februar 2025

## Frauen

### Sprint
| Rang | Biathlet              | Zeit        | Fehler |
| ---- | --------------------- | ----------- | ------ |
| 1    | Jekaterina Awwakumowa | 22:45,4 min | 1+1    |
| 2    | Meng Fanqi            | +2,4        | 0+1    |
| 3    | Tang Jialin           | +15,6       | 0+1    |
| 4    | Arina Krjukowa        | +21,1       | 1+0    |
| 5    | Olga Poltaranina      | +32,4       | 0+0    |
| 6    | Chu Yuanmeng          | +33,0       | 1+0    |
| 7    | Darja Klimina         | +45,3       | 1+1    |
| 8    | Aoi Satō              | +1:04,9     | 1+1    |
| 9    | Yang Lianhong         | +1:15,9     | 0+2    |
| 10   | Mariya Abe            | +1:26,7     | 0+1    |

Datum: 11. Februar 2025

### Staffel
| Platz | Land                | Sportler                                                                                      | Zeit (h)  | Strafrunden + Nachlader         |
| ----- | ------------------- | --------------------------------------------------------------------------------------------- | --------- | ------------------------------- |
| 1     | Volksrepublik China | Tang Jialin Wen Ying Chu Yuanmeng Meng Fanqi                                                  | 1:29:06,3 | 0+0 2+3 1+3 0+0 0+1 0+3 0+0 0+1 |
| 2     | Südkorea            | Ko Eun-jung Jekaterina Awwakumowa Mariya Abe Jung Ju-mi                                       | +21,0     | 0+1 0+2 0+2 0+3 0+2 1+3 0+2 0+2 |
| 3     | Kasachstan          | Olga Poltaranina Darja Klimina Arina Krjukowa Jelisaweta Belezkaja                            | +55,6     | 0+1 0+1 0+3 0+1 2+3 0+1 0+0 1+3 |
| 4     | Japan               | Aoi Satō Mikoto Takeuchi Hikaru Fukuda Misa Sasaki                                            | +6:00,5   | 1+3 0+1 1+3 0+1 0+2 0+3 1+3 0+3 |
| 5     | Mongolei            | Mönchbatyn Doljinsuren Dawaadulamyn Enchchimeg Churleeyn Sumija Chasch-Erdenyn Erdenetungalag | +19:09,7  | 0+2 0+3 2+3 0+2 1+3 2+3 3+3 0+1 |

Datum: 13. Februar 2025